# Donkere grootoogkever
De donkere grootoogkever (Asaphidion stierlini) is een keversoort uit de familie van de loopkevers (Carabidae). De wetenschappelijke naam van de soort werd in 1880 gepubliceerd door Lucas Friedrich Julius Dominikus von Heyden.